# John e Roy Boulting
John Edward Boulting (Bray, 21 dicembre 1913 – Sunningdale, 17 giugno 1985) e 
Roy Alfred Clarence Boulting (Bray, 21 dicembre 1913 – Oxford, 5 novembre 2001) sono stati due registi, sceneggiatori e produttori cinematografici inglesi, noti anche come Fratelli Boulting, conosciuti soprattutto per una serie di commedie satiriche degli anni cinquanta e sessanta. Per la maggior parte della loro carriera, hanno l'uno prodotto i film diretti dall'altro e viceversa, dirigendo insieme solo una manciata di film.
I gemelli Boulting hanno inoltre contribuito allo sviluppo dell'industria cinematografica britannica dirigendo la compagnia di distribuzione indipendente British Lion, alternativa al duopolio Rank/ABPC.

## Biografia
La carriera cinematografica di John e Roy Boulting ha inizio nel 1937 quando fondano la Charter Films, con cui producono diversi cortometraggi. Il loro primo film di rilievo è Pastor Hall (1940), diretto da Roy e prodotto da John, un'aperta critica del nazismo, ben accolta da critica e pubblico. Anche il successivo Thunder Rock (1942) ha una forte valenza politica, in quanto allegoria anti-isolazionista.
Nel 1941 Roy si unisce alla Army Film Unit, per la quale realizza gli importanti documentari bellici Desert Victory (1943) e Burma Victory (1945). John si unisce invece alla RAF Film Unit, per cui realizza Journey Together (1945), con protagonista il quasi esordiente Richard Attenborough.
Negli anni fra il 1947 e il 1951 i fratelli Boulting raggiungono gli esiti più alti della loro carriera, realizzando film di forte impegno sociale. Roy dirige Fame Is the Spur (1947), sulla perdita di ideali di un politico laburista e The Guinea Pig (1948), sui pregiudizi di classe nella scuola inglese. John dirige un adattamento da Graham Greene, Brighton Rock (1948), di grande successo e destinato a diventare un classico della storia del cinema britannico. I successivi Minaccia atomica (1950), girato in coppia, e S.O.S. Scotland Yard (1951), girato da Roy, sono dei thriller, ma con una preminente connotazione d'attualità e con un taglio semi-documentaristico: il primo affronta il tema degli armamenti nucleari, il secondo quello del terrorismo interno.
A partire dai primi anni cinquanta la loro carriera prende una piega diversa, quando cominciano a lavorare per case di produzione hollywoodiane e con star americane. Roy dirige Marinai del re (1953), dal romanzo d'avventura navale Brown on Resolution di Cecil Scott Forester, già portato sullo schermo nel 1935, e La preda umana (1956), secondo remake di Pericolosa partita (1932). Insieme al fratello realizza per la MGM-British Il siluro della morte (1954), da un dramma di Hugh Hastings.
Nella seconda metà degli anni cinquanta, i Boulting danno vita ad una serie di commedie satiriche di grande successo commerciale che colpiscono le istituzioni nazionali (l'esercito, la chiesa, il sistema giuridico, la finanza, i sindacati, ecc.), fra cui Nudi alla meta (1959). Alla riuscita contribuiscono collaboratori abituali, quali lo sceneggiatore Frank Harvey, il direttore della fotografia Max Greene, il compositore John Addison, gli attori Peter Sellers, Ian Carmichael e Terry-Thomas.

## Filmografia

### Co-regia
- Minaccia atomica (Seven Days to Noon) (1950)
- Il siluro della morte (Seagulls Over Sorrento) (1954)
- Suspect (1960)
- Lassù qualcuno mi attende (Heavens Above!) (1963)

### Regia di John Boulting
- Journey Together (1945)
- Brighton Rock (1947)
- Stupenda conquista (The Magic Box) (1952)
- Operazione fifa (Private's Progress) (1956)
- Lucky Jim (Lucky Jim) (1957)
- Nudi alla meta (I'm All Right Jack) (1959)
- 8 facce di bronzo (Rotten to the Core) (1965)

### Regia di Roy Boulting
- The Landlady (1937) - cortometraggio
- Consider Your Verdict (1937) - cortometraggio
- Trunk Crime (1939)
- Inquest (1939)
- Pastor Hall (1940)
- Dawn Guard (1941) - cortometraggio
- Thunder Rock (1942)
- Desert Victory (1943)
- Burma Victory (1945)
- Fame Is the Spur (1947)
- The Guinea Pig (1948)
- S.O.S. Scotland Yard (High Treason) (1951)
- Marinai del re (Single-Handed) (1953)
- Josephine and Men (1955)
- La preda umana (Run for the Sun) (1956)
- 4 in legge (Brothers in Law) (1957)
- Happy Is the Bride (1958)
- Mister Browne contro l'Inghilterra (Carlton-Browne of the F.O.) (1959) co-diretto con Jeffrey Dell
- La ragazza dello scandalo (1960)
- Questo difficile amore (The Family Way) (1966)
- I nervi a pezzi (Twisted Nerve) (1968)
- M'è caduta una ragazza nel piatto (There's Girl in My Soup) (1970)
- Soffici letti, dure battaglie (Soft Beds, Hard Battles) (1974)
- Un uomo chiamato uomo (The Last Word) (1980)
- Terrore per posta (The Moving Finger) (1985) (TV)

## Riconoscimenti

### John Boulting
- Premio BAFTA
  - 1960 – Miglior sceneggiatura inglese per il film Nudi alla meta.
  - Due film da lui diretti sono stati inseriti dal British Film Institute nella lista dei migliori cento film britannici del XX secolo: Brighton Rock al quindicesimo posto e Nudi alla meta al quarantasettesimo posto.[2]